# Переход Суворова через Альпы (картина)
«Переход Суворова через Альпы» — картина Василия Сурикова, написанная в 1899 году.

## Композиция
На картине изображён один из эпизодов Швейцарского похода Суворова. Вероятно, изображённая сцена имеет отношение к окончанию альпийской эпопеи, переходу через Паникс, когда суворовская армия уже спускалась с гор. Момент, запечатлённый Суриковым, по всей вероятности, следует в цепи событий похода за моментом, изображённым на картине Александра Коцебу «Переход Суворова через перевал Рингенкопф (Паникс)». Но подобные спуски могли иметь место и в другие моменты похода. Сурикова эта документально-эпизодическая сторона не интересует. Изображённый им эпизод важен для него как сюжет, дающий возможность раскрыть морально-психологическую сущность события.
Марширующий строй переходит в хаотическое скольжение отдельных солдат, спускающихся по крутому спуску. Тревога на лицах людей в задних рядах переходит в откровенный страх, и только безграничное доверие к своему полководцу и вера в успех толкают их вперёд. Кто-то перед спуском крестится, однако внизу на лицах только решимость.

## История создания
В октябре 1895 года Суриков задумывает картину «Переход Суворова через Альпы». Первым прототипом для Суворова стал красноярский отставной казачий офицер Фёдор Фёдорович Спиридонов. Спиридонов составлял родословную для Сурикова. В то время Спиридонову было 82 года. В 1898 году появился этюд, в котором современники видели прототипом Суворова преподавателя пения Красноярской мужской гимназии Григория Николаевича Смирнова. Смирнов имел белую лошадь, подобную изображённой на картине под Суворовым. Летом 1897 года Суриков посещает Швейцарию, где пишет этюды. Работа над картиной «Переход Суворова через Альпы» завершилась в 1899 году — в столетие итальянского похода Суворова. Картина выставлялась в Санкт-Петербурге, Москве и была приобретена императором Николаем II.

Ныне картина экспонируется в Государственном Русском музее в Санкт-Петербурге.

Картина на почтовых марках СССР, 1941 год
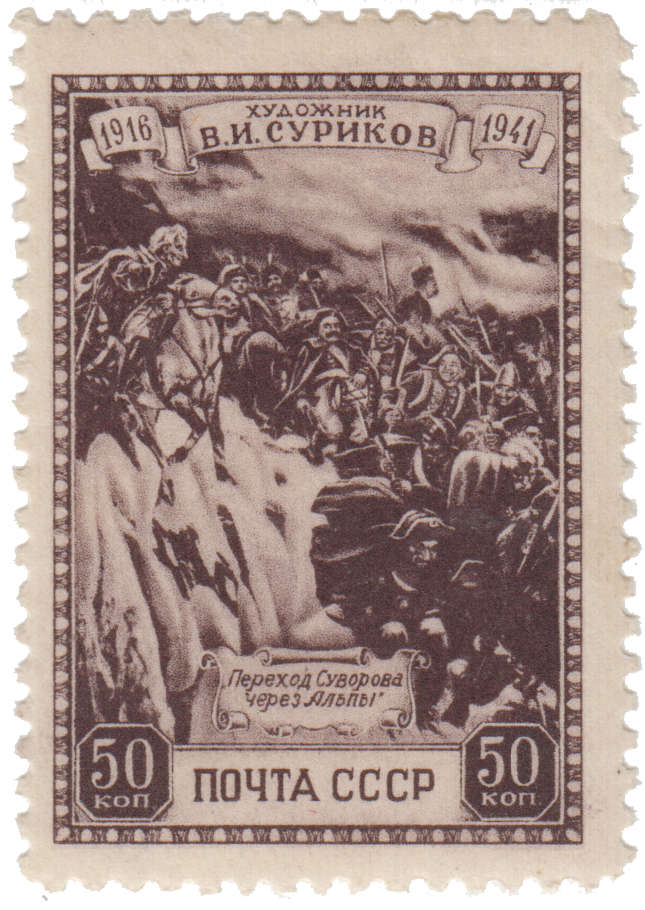
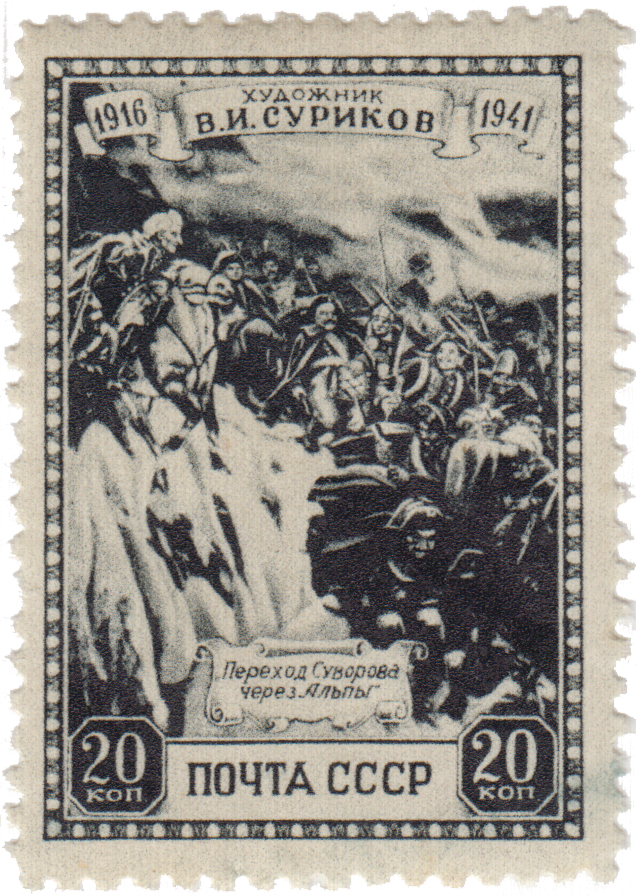